# Psaliodes cydna
Psaliodes cydna là một loài bướm đêm trong họ Geometridae.